# Добжинь (Мазовецьке воєводство)
Добжинь (пол. Dobrzyń) — село в Польщі, у гміні Чоснув Новодворського повіту Мазовецького воєводства.
У 1975-1998 роках село належало до Варшавського воєводства.